# Abyssothauma
Abyssothauma is een geslacht van weekdieren uit de klasse van de Gastropoda (slakken).

## Soort
- Abyssothauma psilarosis (Barnard, 1963)